# Campo Manin
Campo Manin, già Campo San Paternian (dal nome della chiesa di San Paternian che vi sorgeva e che fu demolita nel XIX secolo) è un campo di Venezia dedicato all'omonimo patriota. 
Al centro del campo si trova il monumento a Daniele Manin (1868) di Luigi Borro. Il lato di fondo opposto al rio è chiuso da Palazzo Nervi-Scattolin, sede della Cassa di Risparmio di Venezia, che secondo alcuni costituisce una rottura stilistica in contrasto con i rimanenti palazzi, al cui progetto contribuì Pier Luigi Nervi per il 150º anniversario della banca avvenuto nel 1972. Non lontano dal campo, sul lato che dà verso il rio, sorge il Palazzo Contarini del Bovolo.

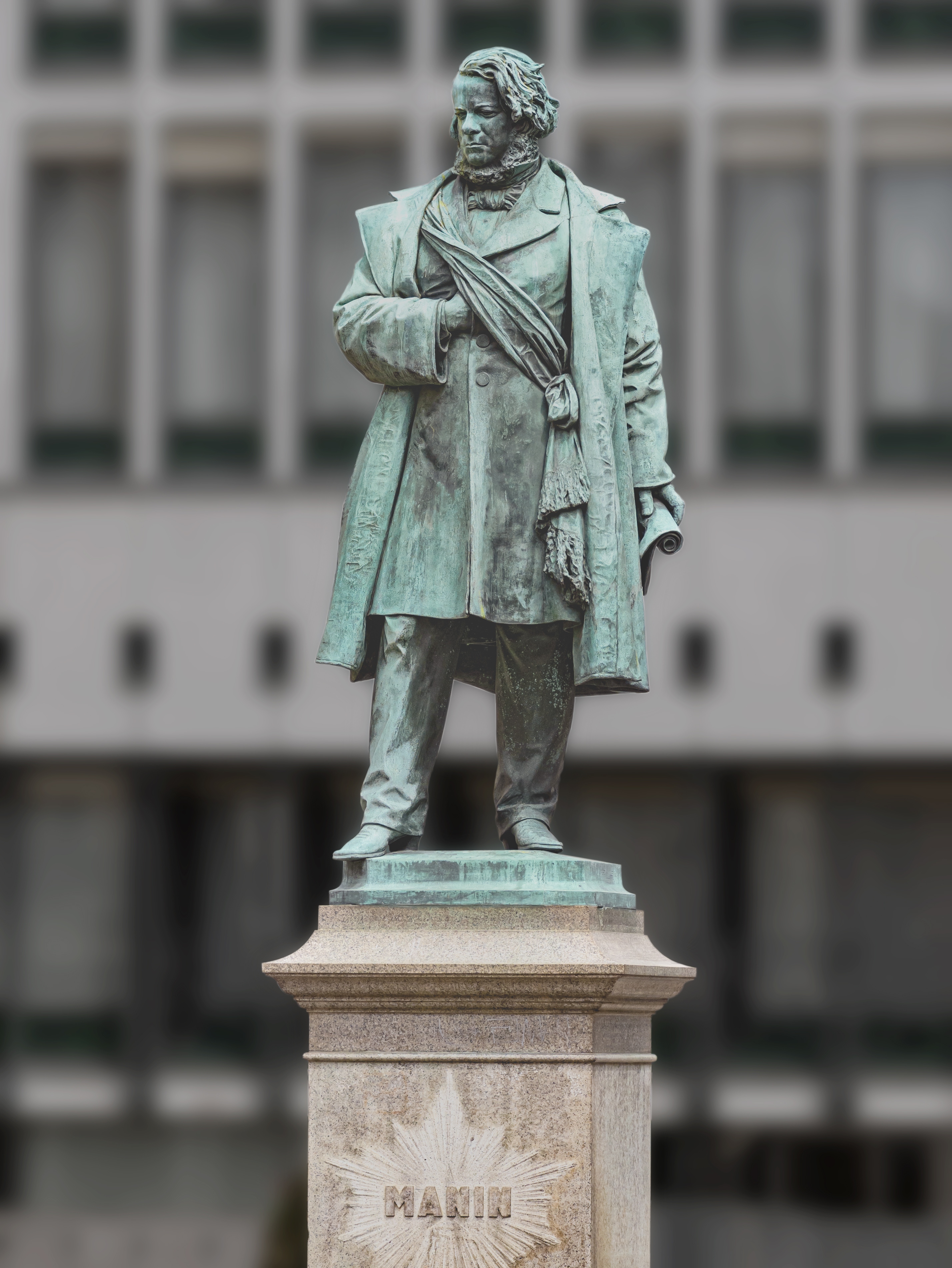
Monumento a Daniele Manin